# Обвал даху нічного клубу Jet Set
Обвал даху нічного клубу Jet Set в Санто-Домінго стався 8 квітня 2025 ріка під час виступу з живою музикою. Внаслідок катастрофи загинуло не менше 231 осіб, не менее 200 получили ранения. Серед загиблих губернатор провінції Монте-Крісті Нельсі Крус, колишні гравці Вищої ліги бейсболу Октавіо Дотель і Тоні Бланко, а також музикант меренге Руббі Перес, який виступав під час обвалення дах.

## Передісторія
Нічний клуб відкрився в 1973 році і пройшов реконструкцію в 2010 і 2015 роках. У 2023 році в нього вдарила блискавка.. Клуб славився живою танцювальною музикою по понеділках, що приваблювало багатьох важливих персон. Хоча нічний клуб працював багато років, структурні проблеми були відносно новими. Спочатку будівля була кінотеатром, в якому діяли інші правила безпеки.

## Обвалення
Обвалення відбулося у вівторок, 8 квітня 2025 року, о 00:44 за Атлантичним часовим поясом. У той час у клубі перебувало від 500 до 1000 осіб. Повідомляється, що на відеозаписі концерту можна було побачити відвідувача, який вказує на дах і говорить, що «щось упало зі стелі». Перес дивився на частину даху. Менш ніж через 30 секунд був записаний гучний шум, і запис потемніла, а жінка закричала іспанською: «Тато, що з тобою трапилося?».
За свідченнями очевидців, дах обвалився несподівано приблизно за годину після початку музичної вистави. Причина руйнування конструкції залишається неясною, хоча слідчі почали оглядати клуб, як тільки це дозволили рятувальники. Музикант, який грав разом із Руббі Пересом, сказав, що на момент обвалення майданчик був заповнений, і що спочатку він вважав, що стався землетрус. Перша леді Домініканської Республіки Ракель Арбахе повідомила, що губернатор провінції Монте-Крісті, яка опинилася в пастці, Нельсі Крус зателефонувала президенту Абінадер, Луїс Абінадеру о 12:49 опівночі, незабаром після обрушення..